# Solomon Thomas
Solomon Christopher Thomas (Chicago, 26 agosto 1995) è un giocatore di football americano statunitense che milita nel ruolo di defensive end per i Dallas Cowboys della National Football League (NFL).

## Carriera universitaria
Al college, Thomas giocò a football con i Stanford Cardinal dal 2015 al 2016. Dopo avere passato la stagione 2014 come redshirt (poteva cioè allenarsi con la squadra ma non scendere in campo), disputò tutte le 14 partite nel 2015, con 39 tackle e 3,5 sack. Nel 2016, Thomas disputò come titolare tutte le 13 partite, terminando con 62 tackle e 8 sack, venendo inserito nella formazione ideale della Pac-12 Conference e vincendo il Morris Trophy.

## Carriera professionistica

### San Francisco 49ers
Il 27 aprile, Thomas 2017 fu scelto come terzo assoluto nel Draft NFL 2017 dai San Francisco 49ers. Debuttò come professionista subentrando nella gara del primo turno contro i Carolina Panthers mettendo a segno 2 tackle. Il primo sack in carriera lo mise a segno nella settimana 4 su Carson Palmer degli Arizona Cardinals. La sua stagione da rookie si concluse con 41 tackle, 3 sack e un fumble recuperato in 14 presenze, 12 delle quali come titolare.
Il 2 febbraio 2020 Thomas scese in campo nel Super Bowl LIV in cui i 49ers furono sconfitti per 31-20 dai Kansas City Chiefs.
Nella seconda gara della stagione 2020 Thomas si ruppe il legamento crociato anteriore, chiudendo la sua annata.

### Las Vegas Raiders
Nel marzo del 2021 Thomas firmò un contratto annuale da 5 milioni di dollari con i Las Vegas Raiders.

### New York Jets
Il 30 marzo 2022 Thomas firmò con i New York Jets.

### Dallas Cowboys
L'11 marzo 2025 Thomas firmó un contratto biennale del valore di 8 milioni di dollari con i Dallas Cowboys.

## Palmarès
- National Football Conference Championship: 1

San Francisco 49ers: 2019